# Ambasciata di Svizzera in Italia

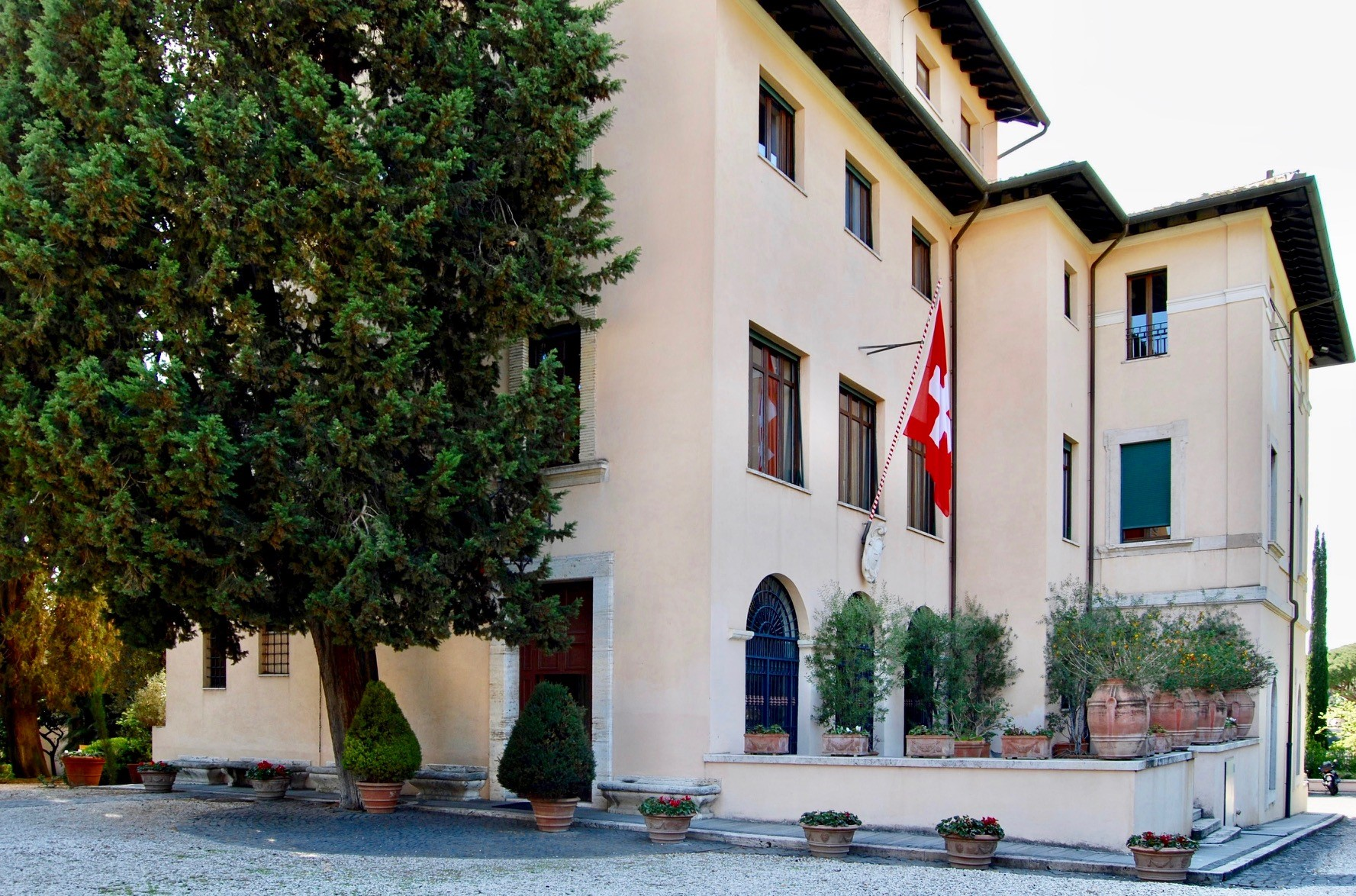

L'Ambasciata di Svizzera in Italia è la missione diplomatica della Confederazione Svizzera che cura i rapporti, anche per conto del Principato del Liechtenstein, con la Repubblica italiana.
La sede è a Roma, in Via Barnaba Oriani, 61. L'ingresso della Cancelleria Consolare si trova invece in Largo Elvezia, 15.

## Relazioni bilaterali tra Italia e Svizzera
La Svizzera e l’Italia intrattengono relazioni tradizionalmente buone, contraddistinte da intensi rapporti economici, politici, sociali e culturali, da una lingua comune e da frequenti visite ufficiali a tutti i livelli. Gli Accordi bilaterali tra Svizzera e Unione europea regolano inoltre le relazioni Italia - Svizzera, regolamentando un'ampia parte dei rapporti bilaterali.

## Altre sedi diplomatiche svizzere in Italia
In Italia sono presenti 12 Consolati onorari svizzeri, dipendenti dalla sezione consolare dell'Ambasciata a Roma e dal Consolato Generale di Svizzera a Milano.
| Tipologia             | Sede     | Zona di competenza |
| --------------------- | -------- | --- |
| Cancelleria consolare | Roma     | Abruzzo, Basilicata, Calabria, Campania, Lazio, Marche, Molise, Puglia, Sardegna, Sicilia, Toscana, Umbria. È inoltre competente per Malta e San Marino. |
| Consolato onorario    | Bari     | Puglia |
| Consolato onorario    | Cagliari | Sardegna |
| Consolato onorario    | Catania  | Sicilia |
| Consolato onorario    | Firenze  | Città metropolitana di Firenze |
| Consolato onorario    | Napoli   | Campania |
| Consolato generale    | Milano   | Emilia-Romagna, Friuli-Venezia Giulia, Liguria, Lombardia, Piemonte, Trentino-Alto Adige, Valle d'Aosta, Veneto.                                         |
| Consolato onorario    | Bergamo  | Provincia di Bergamo |
| Consolato onorario    | Bologna  | Emilia-Romagna |
| Consolato onorario    | Genova   | Liguria |
| Consolato onorario    | Torino   | Piemonte, Valle d'Aosta |
| Consolato onorario    | Venezia  | Città metropolitana di Venezia |

## Cronologia delle Ambasciatrici svizzere e degli Ambasciatori svizzeri in Italia
La diplomazia svizzera in Italia fu inizialmente guidata da inviati straordinari e ministri plenipotenziari. Questi sono stati in seguito sostituiti da ambasciatrici e ambasciatori straordinari e plenipotenziari nel 1957, anno in cui la Legazione svizzera a Roma è stata trasformata in Ambasciata.
| Funzione                          | Rappresentate diplomatico  | Anni di vita | Periodo in funzione |
| --------------------------------- | -------------------------- | ------------ | ------------------- |
| Inviato speciale (Torino)         | Abraham Louis Tourte       | 1818 – 1863  | 1861 – 1863         |
| Ministro (Torino, Firenze e Roma) | Giovanni Battista Pioda    | 1808 – 1882  | 1864 – 1882         |
| Ministro                          | Simeon Bavier              | 1825 – 1896  | 1883 – 1895         |
| Ministro                          | Gaston Carlin              | 1859 – 1922  | 1895 – 1902         |
| Ministro                          | Giovanni Battista Pioda II | 1850 – 1914  | 1902 – 1914         |
| Ministro                          | Alfred von Planta          | 1857 – 1922  | 1914 – 1918         |
| Ministro                          | Georges Wagnière           | 1862 – 1948  | 1918 – 1935         |
| Incaricato d'affari a.i.          | Eugène Broye               | 1886 - 1953  | 1935                |
| Ministro                          | Paul Ruegger               | 1897 – 1988  | 1935 – 1942         |
| Incaricato d'affari a.i.          | Louis Micheli              | 1893 - 1945  | 1942                |
| Ministro                          | Peter Vieli                | 1890 – 1972  | 1942 – 1943         |
| Incaricato d'affari a.i.          | Peter Anton von Salis      | 1898 - 1982  | 1944                |
| Ministro                          | René de Weck               | 1887 – 1950  | 1945 – 1950         |
| Ministro                          | Enrico Celio               | 1889 – 1980  | 1950 – 1955         |
| Ministro, poi Ambasciatore        | Alfred Escher              | 1906 – 1980  | 1955 – 1959         |
| Ambasciatore                      | Philippe Zutter            | 1904 – 1984  | 1959 – 1967         |
| Ambasciatore                      | Jean de Rham               | 1907 – 1989  | 1967 – 1973         |
| Ambasciatore                      | Marturo Arcionelli         | 1910 – 1994  | 1973 – 1975         |
| Ambasciatore                      | Henri Monfrini             | 1913 – 1977  | 1976 – 1977         |
| Ambasciatore                      | Antonino Janner            | 1917 – 1982  | 1978 – 1982         |
| Ambasciatore                      | Gaspard Bodmer             | 1931 – 2000  | 1982 – 1987         |
| Ambasciatrice                     | Francesca Pometta          | 1926 – 2016  | 1987 – 1991         |
| Ambasciatore                      | Francis Pianca             | 1931 – 2002  | 1991 – 1996         |
| Ambasciatore                      | Dante Martinelli           | 1947-*       | 1996 – 1999         |
| Ambasciatore                      | Alexis Lautenberg          | 1945-*       | 1999 – 2004         |
| Ambasciatore                      | Bruno Spinner              | 1948–2009    | 2004 – 2009         |
| Ambasciatore                      | Bernardino Regazzoni       | 1957-*       | 2009 – 2014         |
| Ambasciatore                      | Giancarlo Kessler          | 1959-*       | 2014 – 2018         |
| Ambasciatrice                     | Rita Adam                  | 1969-*       | 2018 – 2021         |
| Ambasciatrice                     | Monika Schmutz Kirgöz      | 1968-*       | 2021 – 2024         |
| Ambasciatore                      | Roberto Balzaretti         | 1965-*       | 2025 –              |

## La sede dell'Ambasciata: storia e architettura di Villa Monticello
Sede della Rappresentazione diplomatica svizzera in Italia dal 1937, Villa Monticello a Roma è un complesso restaurato negli anni 1920 dal barone Alberto Fassini su progetto iniziale di Carlo Maria Busiri Vici. Le sue origini sono tuttavia assai più remote, risalendo ai tempi in cui, al di là delle mura Aureliane, si estendeva una campagna silenziosa e quasi deserta, disegnata dal rigore geometrico delle vigne alternate ai pascoli e ai canneti. Di questi Parioli antichi, la Villa Monticello costituisce una delle ultime testimonianze rimaste, e tra le più significative. È necessario risalire al cinquecento per scoprire le origini del complesso: l’evolversi delle forme insediative e architettoniche della Villa e dei suoi annessi e giardini rivelano allor all’avvicendarsi delle diverse culture cui appartennero i successivi proprietari, spinti nei loro interventi da esigenze e interessi diversi, talora materiali, spesso curiosi, mai gratuiti. Questi cambiamenti sono da contestualizzarsi in drastiche trasformazioni territoriali subite all’inizio del secolo scorso dai Monti Parioli, mutatisi da paesaggio rurale ad area urbana nel breve volgere di qualche decennio.
Nel 1935 il giovane ministro Paul Ruegger (1897 - 1988) prende funzione a Roma. Non potendo più alloggiare a Villino Durante situato in Piazza della Croce Rossa, ormai interamente adibito ad uffici della Legazione svizzera, deve trovare una soluzione all'urgente problema della residenza del ministro plenipotenziario. Vista l'impossibilità di ristrutturare Villino Durante, la soluzione migliore sembra quella di trovare una nuova sede per la Legazione. Si presenta così l'occasione di acquistare una villa a nord del centro cittadino, nel quartiere residenziale dei Parioli che già ospitava residenze diplomatiche di numerosi altri Paesi. Dopo una serie di lavori di sistemazione e restauro per adeguarla all'uso di rappresentanza diplomatica, il Consiglio federale nel 1936 autorizza infine l'acquisto di Villa Monticello, che diventerà sede della Legazione svizzera a partire dal 1937, per poi diventare Ambasciata nel 1957.
| Periodo           | Proprietario / enfiteuta                      |
| ----------------- | --------------------------------------------- |
| Fine secolo XVI?  | Famiglia Longhi?                              |
| Prima del 1708    | Monastero di San Lorenzo fuori le Mura        |
| 1708 - 1753       | Sacra Congregazione de Propaganda Fide        |
| 1753 - 1774       | Angelo Maria Isola                            |
| 1774 - 1795       | Prelatura Riccardi                            |
| 1795 - 1796       | Francesco Mignanelli                          |
| 1796 - 1802       | Giovan Battista D'Antonio                     |
| 1802 - 1823       | Giuseppe Bartolomeo Menocchio                 |
| 1823 - 1870       | Agostiniani di Sant'Agostino                  |
| 1870 - 1885       | Pietro, Paolo e Nicola Giorgi                 |
| 1885 - 1899       | Banca Tiberina                                |
| 1899 - 1903       | Banca d'Italia                                |
| 1903 - 1918       | Società Italiana Imprese Fondiarie            |
| 1918 - 1924       | Anonima Romana Costruzioni Edilizie           |
| 1924 - 1928       | Alberto Fassini e Società Anonima Immobiliare |
| 1924? - 1928?     | Luisi Pisa                                    |
| 1928 - 1937       | TEA - Monticello                              |
| Dal 15 marzo 1937 | Confederazione Svizzera                       |